# Massaker von Meja
Das Massaker von Meja (albanisch: Masakra e Mejës) war die Massenexekution von mindestens 377 kosovo-albanischen Zivilisten während des Kosovokrieges am 27. April 1999. Von den Opfern waren 36 unter 18 Jahre alt. Sie wurde von Mitgliedern der Armee Jugoslawiens (VJ) und Mitgliedern verschiedener serbischer Freischärlerverbände begangen. Die Hinrichtungen fanden in dem Dorf Meja in der Nähe der Stadt Gjakova statt. Die Opfer wurden an einem Kontrollpunkt in Meja aus Flüchtlingskonvois herausgezogen und ihre Familien wurden angewiesen, nach Albanien zu gehen. Männer und Jungen wurden getrennt und dann an der Straße hingerichtet. Es handelt sich um eines der größten Massaker im Kosovokrieg. Das Humanitarian Law Center hat insgesamt 294 Opfer des Verbrechens dokumentiert. Der Internationale Strafgerichtshof für das ehemalige Jugoslawien hat mehrere serbische Armee- und Polizeioffiziere wegen ihrer Beteiligung verurteilt.

## Verlauf
Meja ist ein kleines Dorf, ein paar Kilometer nordwestlich vom Gjakova entfernt. Am 21. April 1999 hatte die UÇK dort fünf serbische Polizisten ermordet. Einer von ihnen war Milutin Prašević, der dort, nach Aussagen der Zeugen, für die ethnische Säuberung des Ortes von Albanern verantwortlich war.
Früh am Morgen des 27. April griff die serbische Armee ohne Warnung das Dorf an. Sie hat etwa 150 albanische Männer aus dem Dorf gesammelt, entfernt, in kleine Gruppen verteilt und dann in der Wildnis erschossen.
Zur selben Zeit flohen Tausende von albanischen Flüchtlingen nach Meja, um von dort nach Albanien in Sicherheit zu gelangen. Die serbische Polizei und Armee errichtete in Meja Kontrollpunkte, um Flüchtlinge aufzugreifen und ihr Geld oder Wertsachen zu plündern. Etwa 100 Männer sind auch von der Flüchtlingskolonne entfernt und dann irgendwo in der Wildnis erschossen worden.
Eine Frau sagte, sie habe, als sie auf dem Weg nach Albanien an Meja vorbeiging, einen Haufen von Leichen gesehen. Der Haufen sei 12 mal 6 Meter lang und etwa 1,5 Meter hoch gewesen.
Nach dem Krieg gingen Mitglieder von Human Rights Watch nach Meja. Sie fanden mehrere Leichen auf einem Feld und eine Anzahl Patronen, aber die meisten Leichen waren mittlerweile verschwunden. Einige Leichen aus Meja sind in einem Massengrab in Batajnica gefunden worden.